# Atopobathynella compagana
Atopobathynella compagana är en kräftdjursart som beskrevs av Horst Kurt Schminke 1973. Atopobathynella compagana ingår i släktet Atopobathynella och familjen Parabathynellidae. Inga underarter finns listade i Catalogue of Life.